# Волчок Іван Петрович
Іван Петрович Волчок (7 лютого 1935) — український учений-матеріалознавець. Доктор технічних наук, професор. Академік АН ВШ України з 1995 р.

## Біографія
Народився в с. Піваши Солігорського району Мінської області (Білорусь). Закінчив у 1954 р. Мінський автомеханічний технікум, у 1962 р. — Білоруський політехнічний інститут. Працював майстром ливарного цеху на Вітебському станкобудівному заводі (1954), служив в армії (1954—1957), навчався і працював лаборантом у Білоруському політехнічному інституті (1957—1962). В 1962 р. вступив до аспірантури Запорізького машинобудівного інституту (тепер — Запорізький національний технічний університет), в якому пройшов шлях від аспіранта до завідувача кафедри технології металів. Викладає дисципліни: «Технологія конструкційних матеріалів», «Системи сучасних технологій», «Техніка та технологія галузі». Доктор технічних наук (1980), професор (1982).

## Наукова діяльність
Відомий вчений у галузі розробки ливарних сплавів для деталей, що працюють в екстремальних умовах. Розвинув матеріалознавчий напрям — дослідження металофізичних аспектів руйнування та створення конструкційних матеріалів для роботи в умовах абразивного зношування, термоциклічних навантажень, низьких і високих температур. Виконані роботи з удосконалення процесів плавлення, кінцевого розкислювання та термічної обробки, а також із оптимізації хімічного складу сплавів для двигунів внутрішнього згорання, склоформуючого інструменту, робочих органів і ходової частини будівельно-шляхових машин, змінних деталей гірничо-збагачувального та металургійного устаткування.
Автор 3 монографій, 5 підручників, 22 посібників, 450 статей, 118 авторських свідоцтв і патентів. Посібники характеризуються відсутністю конформізму, оптимальним поєднанням технічних і економічних знань, аналізом шляхів виходу України з економічної кризи. Серед праць: «Сопротивление разрушению стали и чугуна» (1993); «Конструкционные материалы для стеклоформующего инструмента» (1997, у співавт.); «Сучасні виробничі технології у машинобудуванні та металургії: Навч. посібник» (2006, у співавт.); «Структура та опір руйнуванню залізовуглецевих сплавів» (2001, у співавт.).
Підготував 34 кандидати та 2-х докторів наук.

## Звання і нагороди
Заслужений діяч науки і техніки України (1992), має орден «Знак Пошани» (1986), орден «За заслуги» III ступеня (2000), Премію ім. Г. В. Карпенка Президії НАН України (2004).